# Halbarga, Bhalki
Halbarga là một làng thuộc tehsil Bhalki, huyện Bidar, bang Karnataka, Ấn Độ.